# Ammoconia obsoleta
Ammoconia obsoleta là một loài bướm đêm trong họ Noctuidae.